# Megachernes monstrosus
Espèce
Megachernes monstrosus est une espèce de pseudoscorpions de la famille des Chernetidae.

## Distribution
Cette espèce est endémique de Palawan aux Philippines. Elle se rencontre sur le mont Mantalingajan.

## Publication originale
- Beier, 1966 : Über Pseudoscorpione von den Philippinen. Pacific Insects, vol. 8, p. 340-348.